# Frère Florent
 (juin 2023).
La mise en forme du texte ne suit pas les recommandations de Wikipédia : il faut le « wikifier ».
Les points d'amélioration suivants sont les cas les plus fréquents. Le détail des points à revoir est peut-être précisé sur la page de discussion.
- Les titres sont pré-formatés par le logiciel. Ils ne sont ni en capitales, ni en gras.
- Le texte ne doit pas être écrit en capitales (les noms de famille non plus), ni en gras, ni en italique, ni en « petit »…
- Le gras n'est utilisé que pour surligner le titre de l'article dans l'introduction, une seule fois.
- L'italique est rarement utilisé : mots en langue étrangère, titres d'œuvres, noms de bateaux, etc.
- Les citations ne sont pas en italique mais en corps de texte normal. Elles sont entourées par des guillemets français : « et ».
- Les listes à puces sont à éviter, des paragraphes rédigés étant largement préférés. Les tableaux sont à réserver à la présentation de données structurées (résultats, etc.).
- Les appels de note de bas de page (petits chiffres en exposant, introduits par l'outil «  Source ») sont à placer entre la fin de phrase et le point final[comme ça].
- Les liens internes (vers d'autres articles de Wikipédia) sont à choisir avec parcimonie. Créez des liens vers des articles approfondissant le sujet. Les termes génériques sans rapport avec le sujet sont à éviter, ainsi que les répétitions de liens vers un même terme.
- Les liens externes sont à placer uniquement dans une section « Liens externes », à la fin de l'article. Ces liens sont à choisir avec parcimonie suivant les règles définies. Si un lien sert de source à l'article, son insertion dans le texte est à faire par les notes de bas de page.
- La présentation des références doit suivre les conventions bibliographiques. Il est recommandé d'utiliser les modèles {{Ouvrage}}, {{Chapitre}}, {{Article}}, {{Lien web}} et/ou {{Bibliographie}}. Le mode d'édition visuel peut mettre en forme automatiquement les références.
- Insérer une infobox (cadre d'informations à droite) n'est pas obligatoire pour parachever la mise en page.

Pour une aide détaillée, merci de consulter Aide:Wikification.
Si vous pensez que ces points ont été résolus, vous pouvez retirer ce bandeau et améliorer la mise en forme d'un autre article.
Frère Florent, né Florent Priuli, est un missionnaire italien, docteur en médecine, investi dans le secteur humanitaire. Il dirige l'hôpital Saint Jean de Dieu de Tanguiéta au Bénin.

## Biographie

### Vie et éducation
Frère Florent Priuli est d'origine italienne. Il fait partie de l'ordre des hospitaliers de Saint Jean de Dieu.

### Humanitaire
Frère Florent Priuli est investi dans l'hôpital Saint Jean de Dieu de Tanguiéta depuis 1979.

## Charisme
En Afrique, il est appelé le sorcier blanc. Certains disent qu'il a les mains en or.
En Europe, son aura de bienveillance lui permet de toucher un grand nombre de médecins comme le Docteur Charles-Henry Rochat,, mais aussi de très nombreux bénévoles qui partent en mission pour des durées plus ou moins longues,.
Il convainc des mécènes pour investir et acquérir du matériel.

## Distinctions
2015, le Frère Florent Priuli de Tanguiéta célèbre son Jubilé d'or pour 50 ans de vie religieuse dont 30 années d’affilées consacrées au service des malades.